# Belvosia mira
Belvosia mira là một loài ruồi trong họ Tachinidae.